# 李伯廉
李伯廉（16世紀—1590年代），字登之，號清源，江西撫州府金谿縣人，明朝政治人物。

## 生平
李伯廉是嘉靖四十三年（1564年）甲子科江西鄉試舉人，萬曆十五年（1587年）任郴州知州，當時發生旱災，他憐憫人民而親自齋戒步行祈禱，忽然十天都下雨，又有五隻鶴在天空飛行，人們都說是他感動了上天；陞四川敘州同知，地方兵戰二十年不和平，他親自到虜營諭以禍福，敵軍莫不俯首歸附朝廷，很快以軍功擢任四川按察司僉事、兵備馬湖，遇上播州土司作亂，他因勞累在任內去世。

## 引用
1. 1 2  乾隆《金谿縣志·卷五》：李伯廉 字登之，號清源，嘉靖甲子經魁，授郴州知州，歲歉大旱，枕疾死者無算，伯廉憫之，齋居步禱，忽大雨浹旬，五鶴從空飛繞，士民懽呼，謂精誠所感，陞四川敘州府同知，時五氛搆兵二十載不寧，伯廉單騎至虜營諭以禍福，莫不俯首歸命，尋以軍功擢馬湖僉事，會播酋蠢動，伯廉以勞卒於官。
2. ↑  四庫全書《江西通志·卷八十二·人物十七 撫州府三》：李伯廉，金谿人，嘉靖舉人，知郴州，歲歉且大旱，枕藉死者無算，伯廉齋居步禱，忽大雨浹日，五鶴從空飛繞，士民歡呼；播酋蠢動，擢馬湖僉事，以勞卒於官。 同上（府志）